# قصص الحيوان في القرآن
قصص الحيوان في القرآن هو مسلسل رسوم متحركة مصري عرض في رمضان 1432هـ/2011.
المسلسل عن قصة للكاتب الراحل أحمد بهجت، وسيناريو وحوار محمد بهجت وإخراج دكتور مصطفى الفرماوي، وقد تمت مراجعة نص العمل من قبل الأزهر الشريف.

## قصة المسلسل
تتناول حلقات المسلسل قصص الحيوان التي ذكرت في القرآن الكريم وذلك في إطار قصصي واقعي يرتكز على الحقيقة الدينية موضحا الآيات القرآنية التي ذكرت فيها تلك القصص والدور الذي قامت فيه الحيوانات لتوصيل الرسالة الإلهية ومساعدتها للرسل والانبياء الذين سخرت لهم.

## التمثيل
- يحيى الفخراني: الشيخ الراوي صادق الحكيم

| الممثل          | الشخصية                  | النبي/القصة  | الحلقة   |
| --------------- | ------------------------ | ------------ | -------- |
| أحمد عزمي       | هابيل                    | أدم          | 2,1      |
| سيد الرومي      | قابيل                    | أدم          | 2,1      |
| معوض إسماعيل    | الغراب                   | أدم          | 2,1      |
| حنان مطاوع      | ناقة الجبل               | صالح         | 4,3      |
| لقاء سويدان     | ناشا - حمامة             | إبراهيم      | 6,5      |
| محمد رجب        | جناح - حمام              | إبراهيم      | 6,5      |
| شريف منير       | قناص - ذئب               | يوسف         | 8,7      |
| محمد رياض       | عنبر - حوت               | يونس         | 10,9     |
| يوسف داود       | والد عنبر - حوت          | يونس         | 9        |
| حنان ترك        | عصا موسى                 | موسى         | 13,12,11 |
| سوسن بدر        | راضية - بقرة بني إسرائيل | موسى         | 15,14    |
| حنان سليمان     | هادية - بقرة             | موسى         | 15,14    |
| رشوان سعيد      | سمحون                    | أصحاب السبت  | 17,16    |
| عهدي صادق       | عامون                    | أصحاب السبت  | 17,16    |
| عايدة فهمي      | حيلاس                    | أصحاب السبت  | 17,16    |
| لقاء الخميسي    | النملة                   | سليمان       | 19,18    |
| انتصار          | دكتورة نملية             | سليمان       | 19,18    |
| حلمي فودة       | ملك النمل                | سليمان       | 19,18    |
| هشام سليم       | مارهالا - هدهد           | سليمان       | 21,20    |
| منى عبد الغني   | بلقيس                    | سليمان       | 21,20    |
| جمال إسماعيل    | كبير الحكماء             | سليمان       | 21,20    |
| مروة عبد المنعم | فارسية - دابة الأرض      | سليمان       | 22       |
| صلاح عبد الله   | حمار                     | العزيز       | 24,23    |
| جمال إسماعيل    | كبير الحكماء             | العزيز       | 24       |
| سامي مغاوري     | الرجل اليهودي            | العزيز       | 24       |
| فتحي عبد الوهاب | الكلب قطمير              | أهل الكهف    | 26,25    |
| عبير لطفي       | الكلبة ناهيش             | أهل الكهف    | 26,25    |
| إيهاب فهمي      | طين عيسى                 | عيسى بن مريم | 27       |
| ماجد الكدواني   | فيل ابرهة                | محمد         | 29,28    |
| داليا البحيري   | عنكبوتة                  | محمد         | 30       |

## قائمة الحلقات
| 01 | غراب إبنى آدم «الجزء الأول»              | 1 أغسطس 2011  |
| يطعم الشيخ صادق الطيور وفجأة يسمع صوت مزعج يصدر من بعيد ينزعج منه، فيُخبره الغراب أنه أطعم كل الطيور ما عدا هو ليُخبره الشيخ أنه لن يطعمه، ويندم الشيخ صادق على فعلته ويعتذر للغراب. |                                          |               |
| 02 | غراب إبنى آدم «الجزء الثاني»             | 2 أغسطس 2011  |
| يحكي الغراب قصة هابيل وقابيل للشيخ صادق، حيث يروي له أن أبوهما أدم طلب منهما التقرب من الله بقربان فتقبل من هابيل ولم يتقبل من قابيل فجن جنونه وقرر أن يقتل شقيقه وقتله ولم يكن يعلم ماذا يفعل ثم رأى غراب يدفن غراب أخر ففعل كما يفعل الغراب. |                                          |               |
| 03 | ناقة صالح «الجزء الأول»                  | 3 أغسطس 2011  |
| يتعب الشيخ صادق في رحلته بالصحراء ويُخبر ناقته انه سيستريح عند البئر، ثم ينظر الشيخ صادق خلفه ويرى أن الناقة الصغيرة قد تعثرت قدمها في شوك لينزل مُسرعًا إليها ويخرج من قدمها الشوك ويحكي لها قصة ناقة صالح. |                                          |               |
| 04 | ناقة صالح «الجزء الثاني»                 | 4 أغسطس 2011  |
| يحكي الشيخ صادق أن قوم صالح طلبوا منه أن يأتيهم بآية تدل على صدقه واقترحوا عليه أن يخرج لهم ناقة عُشَراء، من صخرة صماء عينوها بأنفسهم، وقام صالح ، ودعا الله عز وجل، فتحركت تلك الصخرة، ثم خرجت منها ناقة عُشَراء كما سألوا، فذبوحها بعد أن أخذوا حليبها وخيرها ثم عاقبهم الله على فعلتهم.                                                                                               |                                          |               |
| 05 | طير إبراهيم «الجزء الأول»                | 5 أغسطس 2011  |
| يُطعم الشيخ صادق الحمام ويُخبرهم أنهم رمز للسلام وأنهم عندما رست سفينة نوح أخذت حمامة غصن الزيتون وزرعته فافتخر الحمام ببني جنسهم وحكى لهم قصة طير إبراهيم. |                                          |               |
| 06 | طير إبراهيم «الجزء الثاني»               | 6 أغسطس 2011  |
| حكى الشيخ صادق للحمام أن جاء إبراهيم في قوم يعبدون الأصنام، وكان إبراهيم يريد أن يرى عظمة الله وقدرته، ولكن ليس ليؤمن ولكن ليطمئن قلبه باليقين بالله عز وجل، وقد طلب من الله أن يريه قدرته في كيفية إحياء الموتى، وقد أمره الله عز وجل بأن يأتي بأربعة من الطير وأن يذبحهم ويقطعهم إلى أجزاء ثم يضع على كل جبل جزء منها، ثم أمره الله بأن ينادي عليهما، ليأتوا اليه سعيًا.            |                                          |               |
| 07 | ذئب يوسف «الجزء الأول»                   | 7 أغسطس 2011  |
| يعد الشيخ صادق خرافه ولم يجد الخروف الصغير ويعتقد في رأسه أن الذئب قد أكله ثم يُقرر أن يثأر لموت خروفه، ثم يتعثر بالخروف الصغير وهو ذاهب للانتقام من الذئب ويجد نفسه قد ظلم الذئب ثم يحكي للخراف قصة ذئب يوسف . |                                          |               |
| 08 | ذئب يوسف «الجزء الثاني»                  | 8 أغسطس 2011  |
| يحكي الشيخ صادق للخراف أن أخوة يوسف كانوا يكرهون رؤيته هو وشقيقه الصغير ثم قرروا أن يلقوه في البئر، ثم أقنعوا والدهم أن يصطحبوه معهم وألقوه في البئر وأخبروا والده بالأمر، ولكن كانت هناك قافلة تجارية في طريقها إلى مصر هى التي أنقذت يوسف من البئر. |                                          |               |
| 09 | حوت يونس «الجزء الأول»                   | 9 أغسطس 2011  |
| يرى الشيخ صادق خروف يُقاتل صديقه الخروف بسبب الطعام وينفعل عليهما الشيخ صادق ويُخبرهما أن الطعام وفير والشرب كثير، ويطلب منهما أن ينصتا إليه حيث يحكي لهما قصة حوت يونس . |                                          |               |
| 10 | حوت يونس «الجزء الثاني»                  | 10 أغسطس 2011 |
| يحكي الشيخ صادق أن قوم يونس أغضبوه للغاية وقرر أن يترك قريته بعدما رفضوا أن يؤمنوا بدعوته، ثم صعد إلى سفينة أتت العواصف وقرر طاقم السفينة أن يتخلصوا من الأشياء الثقيلة وبعض البشر حتى لا تغرق السفينة وصنعوا قرعة لكي يقفز أحدهم ثم أتت القرعة على يونس 3 مرات ليقفز في المياه ويلتقطه الحوت في فمه.                                                                                |                                          |               |
| 11 | عصا موسى «الجزء الأول»                   | 11 أغسطس 2011 |
| يرى الشيخ صادق خروف يُقاتل ويناطح خروف أخر ويطلب منهم أن يتوقفوا ليُخبرهم بقصة عصا موسى . |                                          |               |
| 12 | عصا موسى «الجزء الثاني»                  | 12 أغسطس 2011 |
| يحكي الشيخ صادق قائلًا لم يؤمن فرعون برسالة موسى ، فأشار أعوانه عليه باستدعاء السحرة من مختلف القرى والمدن لمواجهة موسى حتى يبطلوا سحره، كما يزعمون، وعندما حان وقت المواجهة اصطف السحرة أمام نبي الله موسى ووعدهم فرعون بالأجر والثواب والتقرب إليه، وكانوا البادئين بسحرهم الذي أبهر الجميع، حيث ألقوا ما في أيديهم من حيال وعصى وأخذت تتحرك وكأنها ثعابين.                         |                                          |               |
| 13 | عصا موسى «الجزء الثالث»                  | 13 أغسطس 2011 |
| عندما اندهش موسى من الموقف أوحى الله عز وجل إليه بأن يلقي عصاه والتي تحولت بأمر من الله إلى ثعبان ضخم ابتلع كل ما قدمه السحرة من إفك وبهتان، فآمن السحرة برسالة موسى ، بعدما أدركوا أن ما قدمه معجزة من عند الله. |                                          |               |
| 14 | بقرة بني إسرائيل «الجزء الأول»           | 14 أغسطس 2011 |
| يشكر الشيخ صادق بقرته على جهدها الوفير لخدمته وخدمة مصالحه ثم يُخبرها أنه سيروي لها قصة بقرة بني إسرائيل في فترة راحتها عن العمل. |                                          |               |
| 15 | بقرة بني إسرائيل «الجزء الثاني»          | 15 أغسطس 2011 |
| في أحد الأيام قتل رجل كبير في السن وغني من بني إسرائيل، ولم يعرف أحد من القاتل الذي ارتكب الجريمة، وكان للقتيل أبناء أخ يريدون أن يرثوا ماله الكثير، واختصم أبناء العم، فأشار عليهم أحد الناس أن يأخذوا رأي نبي الله موسى ، فأمرهم نبي الله موسى أن يذبحوا بقرة، فغضب أهل القتيل من موسى ، وظنوا أنه يسخر منهم، لكن نبي الله موسى بين لهم أن هذا أمر من الله.                        |                                          |               |
| 16 | أصحاب السبت «الجزء الأول»                | 16 أغسطس 2011 |
| ينبح الكلب ويُلاحظ الشيخ صادق أن الكلب ينبح كثيرًا ويستغرب نباحه ليذهب ويرى أن هناك ذئب يتخفى ويتحايل على الخراف ليوهمهم أنه ميت ثم ينقض عليهم ويكتشف الشيخ الأمر ويُخبرهم بقصة حيل أصحاب السبت. |                                          |               |
| 17 | أصحاب السبت «الجزء الثاني»               | 17 أغسطس 2011 |
| تدور القصة حول جماعة من اليهود لا يعملون يوم السبت، وإنما يتفرغون فيه لعبادة الله، فقد فرض الله عليهم عدم الانشغال بأمور الدنيا يوم السبت، ولأن الله عز وجل أراد أن يختبر قوة إيمانهم جعل عز وجل الحيتان تأتي يوم السبت للساحل وتتراءى لأهل القرية بحيث يسهل صيدها، ثم تبتعد بقية الأسبوع، لم يستطع جماعة من اليهود النجاح في هذا الاختبار الإلهي.                                   |                                          |               |
| 18 | نملة سليمان «الجزء الأول»                | 18 أغسطس 2011 |
| يرى الشيخ صادق نملة تحاول الوصول إلى زجاجة العسل خاصته وينفعل عليها ويطردها ثم يُلاحظ انها تضحي بحياتها للوصول إلى زجاجة العسل ليكتشف انها تفعل ذلك ليس لنفسها ولكن للمجموعة التي تنتمي إليها جميعًا ويحكي لهم قصة نملة سليمان. |                                          |               |
| 19 | نملة سليمان «الجزء الثاني»               | 19 أغسطس 2011 |
| في يوم من الأيام كان سليمان يتحرك بجيشه من الإنس والجن والطير، وأثناء سيره سمع صوت نملة تقول: "يا أيها النمل ادخلوا مساكنكم لا يحطمنكم سليمان وجنوده وهم لا يشعرون"، فضحك سليمان من كلام هذه النملة وأمر جنوده أن يغيروا الطريق إلى طريق آخر ثم رفع يده إلى السماء شاكرًا وداعيًا ربه على هذه النعمة.                                                                                  |                                          |               |
| 20 | هدهد سليمان «الجزء الأول»                | 20 أغسطس 2011 |
| يتعب الشيخ صادق أثناء سيره في الصحراء خاصة أن الماء الذي بحوزته قد نفذ ثم يرى هدهد من بعيد ينقر بمنقاره ناحية صخرة ما ثم يكتشف أن النقرة التي كان ينقر عليها تحت بئر ماء فيحكي لهم قصة هدهد سليمان . |                                          |               |
| 21 | هدهد سليمان «الجزء الثاني»               | 21 أغسطس 2011 |
| تدور أحداث القصة أن سليمان كان يطمئن على جنوده، ثم لاحظ عدم تواجد الهدهد دون استئذانه فغضب وتوعده بالعقاب، وعندما جاء الهدهد بخبر عظيم عن سبأ مملكة اليمن عفا عنه وتراجع عن عقابه، وقال الهدهد أنه رأى امرأة تحكمهم ولها عرش ويعبدون الشمس دون الله تعالى، وقد حزن سليمان من سماع هذا الخبر فأرسل رسالة مع الهدهد يدعوها إلى عبادة الله وحده لا شريك له هى وقومها.                   |                                          |               |
| 22 | دابة الأرض                               | أغسطس 2011    |
| تلتهم نملة صغيرة خشب الكرسي الذي يجلس عليه الشيخ صادق فيسقط على الأرض ثم يشاهد النملة ويأخذها بيده غاضبًا منها بعد فعلتها ويهدأ ويحكي لها قصة دابة الأرض، يتوفى سليمان ولم يعلم الجن أنه مات وكانوا يعملون ليل نهار لاعتقادهم أنه يراقبهم ثم تأكل دابة الأرض عصاه ويكتشف الجن أن سليمان قد مات.                                                                                       |                                          |               |
| 23 | حمار العزير «الجزء الأول»                | 23 أغسطس 2011 |
| يمرض ويتعب الشيخ صادق من ألام ظهره ثم يُقرر أن يذهب إلى السوق ليشتري حمار ويرى حمارًا عفيًا أكثر من اللازم ويبتعد عنه لقوته المفرطة ثم يرى حمارًا هادئًا ويُقرر أن يشتريه ويحكي له قصة حمار العزير. |                                          |               |
| 24 | حمار العزير «الجزء الثاني»               | 24 أغسطس 2011 |
| أحب الله أن يجعل من العزير عبرة وأن يعلمه عظمته وقدرته فقبض روحه، وأعاده للحياة بعد مائة عام، ولما أفاق من موته وجد حماره ميتًا فأعاده الله إلى الحياة من جديد. |                                          |               |
| 25 | كلب أهل الكهف «الجزء الأول»              | 25 أغسطس 2011 |
| يتسلق سارق إلى منزل الشيخ صادق لكي يسرق منه خروفه ويرى كلبه رعد اللص ويهجم عليه ويقضمه من بنطاله ويهرب اللص ثم يستيقظ الشيخ صادق ويعلم ما حدث ويحكي للكلب قصة أهل الكهف. |                                          |               |
| 26 | كلب أهل الكهف «الجزء الثاني»             | 26 أغسطس 2011 |
| في زمان بعيد كان هناك مدينة كان حاكمها طاغيًا ظالم جبار وكان كافًرا، يجبر الناس على عبادة غير الله، ومن كان يصر على عبادة الله كان يعذبه عذابًا شديدًا، وفي هذه المدينة كان يعيش مجموعة من الفتيان يؤمنون بالله عز وجل، هؤلاء الفتية هم من صاحبهم الكلب، وأصبح تابعًا لهم بمجرد أن رآهم، وقضى حياته في خدمتهم حتى توفاه الله تعالى معهم ذات يوم، ثم بعثهم من الموت مرة أخرى بعد 309 عامًا. |                                          |               |
| 27 | طين عيسى                                 | 27 أغسطس 2011 |
| يحكي الغراب للشيخ صادق قصة طين عيسى حيث ذات يوم كان يسير عيسى مع بعض من أتباعه وتلاميذه، وقد بسط عيسى قبضته الشريفة ومال على الأرض وقبض قطعه من الطين، ثم بدأ يصنع منه دمية على شكل طائر، وبعد أن انتهى من صنعه، صار طير تدب فيه الحياة. |                                          |               |
| 28 | فيل أبرهة والطير الأبابيل «الجزء الأول»  | 28 أغسطس 2011 |
| تبحث القطة عن الماء ثم يعثر رعد كلب الشيخ صادق عليها ويجن جنونه ويجري وراءها لكي يفترسها ثم يلحق الشيخ صادق به ويطلب منه أن يتوقف ويجلب طعام وماء وحليب للقطة ويحكي لها قصة فيل أبرهة. |                                          |               |
| 29 | فيل أبرهة والطير الأبابيل «الجزء الثاني» | 29 أغسطس 2011 |
| بنى أبرهة الأشرم القليس، وذلك ليجعل العرب تحج اليها بدلًا من بيت الله الحرام، إلى أن قام رجلًا من بني كنانه بالدخول والتبول بداخلها مما أثار غضبه وجعله يقسم بأنه سوف يذهب إلى مكة لهدم الكعبة انتقامًا لما فعله الرجل بالقليس، وتوجه أبرهة وجنوده إلى الكعبة لهدمها، وهنا قد آتى أمر الله بإهلاكهم، فقد بعث لهم طيورا تحمل أحجارًا من طين صلبة لترميهم بها.                             |                                          |               |
| 30 | عنكبوت الغار                             | 30 أغسطس 2011 |
| يرى الشيخ صادق خيوط عنكبوت بمنزله ويُقرر أن ينظف المكان ويحكي لها قصة عنكبوت الغار، وتدور القصة حينما قرر الرسول صلى الله عليه وسلم الهجرة من مكة إلى المدينة، فحاول أن يختار مكانًا لا يصل إليه المشركون، ووقع الاختيار على غار ثور، ورافقه في هذه الرحلة أبي بكر الصديق رضي الله عنه.                                                                                                |                                          |               |

## وصلات خارجية
- كتاب قصص الحيوان في القرآن من تأليف أحمد بهجت
- تطبيق قصص الحيوان بالقرآن على الآيباد للأطفال